# خاطرات (فیلم ۲۰۲۱)
خاطرات (به انگلیسی: Memoria) فیلمی در ژانر فانتزی به نویسندگی و کارگردانی اپیچاتپونگ ویراستاکول است. در این فیلم بازیگرانی مانند تیلدا سوئینتن ایفای نقش کرده‌اند. این فیلم برای اولین بار در جشنواره فیلم کن ۲۰۲۱ نمایش داده شد و جایزه هیئت داوران جشنواره را کسب کرد. این فیلم به عنوان نماینده کلمبیا برای جایزه اسکار بهترین فیلم بین‌المللی در نود و چهارمین دوره جوایز اسکار انتخاب شد.

## داستان
جسیکا (تیلدا سوئینتن) زن میانسال اسکاتلندی است که برای دیدار خواهرش کارن که در بیمارستان بستری است به بوگوتا آمده‌است. جسیکا که از سندرم انفجار سر رنج می‌برد به خاطر شنیدن صدای عجیبی زندگی روزمره‌اش دچار مشکل شده‌است.

## ساخت
در سال ۲۰۱۸ اعلام شد که تیلدا سوئینتن در فیلمی از اپیچاتپونگ بازی خواهد کرد. تیلدا در مصاحبه با مؤسسه لینکلن می‌گوید که سندرم انفجار سر و بی‌خوابی این داستان از تجربه شخصی اپیچاتپونگ ویراستاکول گرفته شده‌است و غم و اندوه شخصیت جسیکا از زندگی خود تیلدا گرفته شده‌است.